# Contarinia lyciicola
Contarinia lyciicola är en tvåvingeart som beskrevs av Fedotova 1985. Contarinia lyciicola ingår i släktet Contarinia och familjen gallmyggor.
Artens utbredningsområde är Kazakstan. Inga underarter finns listade i Catalogue of Life.